# Бельо, Фернандо
Блас Фернандо Бельо (исп. Blas Fernando Bello; 29 ноября 1910, Пергамино — 21 августа 1974, Буэнос-Айрес) — аргентинский футболист, вратарь.

## Карьера
Фернандо Бельо начал карьеру в клубе «Архентино» из родного города Пергамино. В 1933 году он перешёл в «Индепендьенте», где дебютировал 12 марта в матче с «Ривер Плейтом» (1:0). В 1938 году Фернадо выиграл с командой чемпионат страны. В том же году он выиграл Кубок Альдао. В следующем сезоне клуб одержал победу во втором подряд чемпионате Аргентины, а также победил Кубок Адриана Эскобара и Кубок Карлоса Ибаргурена. 27 октября 1944 года Фернандо сыграл своё последний матч за «Индепендьенте», в котором его клуб проиграл «Росарио Сентраль» со счётом 1:4. Всего за клуб Бельо провёл 300 матчей, завершив карьеру в 1944 году.
В составе сборной Аргентины Фернандо дебютировал 15 августа 1934 года в товарищеской игре с Уругваем (1:0). В 1935 году он поехал на Чемпионат Южной Америки, где сыграл все три матча, а аргентинцы заняли второе место. В 1937 году он поехал на своё второй южноамериканский чемпионат. В первых четырёх матчах в воротах стоял Хуан Эстарада. Но после поражения от Уругвая его заменил Бельо, который провёл матч с Бразилией. В этой встрече Аргентине была нужна только победа, так как именно она позволяла набрать равно с бразильцами количество очков. Аргентина победила со счётом 1:0. В результате была организована решающая встреча, в которой команда Бельо победила и завоевала титул чемпиона Южной Америки. А сам голкипер не пропустил в обоих матчах ни одного мяча. Годом позже Бельо помог сборной одержать победу в Кубке Эктора Гомеса. В 1945 году Фернандо сыграл первые два матча на своём третьем чемпионате Южной Америки, но пропустив два гола от Эквадора уступил своё место Эктору Рикардо.
В 1945 году Бельо стал главным тренером «Индепендьенте». И в 1948 году Фернандо привёл клуб к выигрышу национального чемпионата. С 1956 по 1957 год он тренировал клуб «Темперлей». Также Бельо работал футбольным чиновником. Он стал первым секретарём Аргентинской ассоциация футболистов. В этой роли он в 1948 году организовал забастовку футболистов, результатом которой стала фиксация минимальной заработной платы для игроков-профессионалов в Аргентине.

## Статистика

### Клубная
| Сезон | Клуб          | Лига    | Чемпионат | Чемпионат |
| Сезон | Клуб          | Лига    | Игры      | Голы      |
| ----- | ------------- | ------- | --------- | --------- |
| 1933  | Индепендьенте | Примера | 30        | ?         |
| 1934  | Индепендьенте | Примера | 37        | ?         |
| 1935  | Индепендьенте | Примера | 30        | ?         |
| 1936  | Индепендьенте | Примера | 18        | ?         |
| 1937  | Индепендьенте | Примера | 8         | ?         |
| 1938  | Индепендьенте | Примера | 32        | −37       |
| 1939  | Индепендьенте | Примера | 28        | ?         |
| 1940  | Индепендьенте | Примера | 29        | ?         |
| 1941  | Индепендьенте | Примера | 16        | ?         |
| 1942  | Индепендьенте | Примера | 20        | ?         |
| 1943  | Индепендьенте | Примера | 29        | ?         |
| 1944  | Индепендьенте | Примера | 23        | ?         |

### Международная
| Матчи Фернандо Бельо за сборную Аргентины | Матчи Фернандо Бельо за сборную Аргентины | Матчи Фернандо Бельо за сборную Аргентины | Матчи Фернандо Бельо за сборную Аргентины | Матчи Фернандо Бельо за сборную Аргентины | Матчи Фернандо Бельо за сборную Аргентины | Матчи Фернандо Бельо за сборную Аргентины |
| ----------------------------------------- | ----------------------------------------- | ----------------------------------------- | ----------------------------------------- | ----------------------------------------- | ----------------------------------------- | ----------------------------------------- |
| №                                         | Дата                                      | Место проведения                          | Оппонент                                  | Счёт                                      | Голы                                      | Турнир                                    |
| 1                                         | 15 августа 1934                           | Буэнос-Айрес                              | Уругвай                                   | 1:0                                       | 0                                         | Товарищеский матч                         |
| 2                                         | 6 января 1935                             | Лима                                      | Чили                                      | 4:1                                       | −1                                        | Чемпионат Южной Америки                   |
| 3                                         | 20 января 1935                            | Лима                                      | Перу                                      | 4:1                                       | −1                                        | Чемпионат Южной Америки                   |
| 4                                         | 27 января 1935                            | Лима                                      | Уругвай                                   | 0:3                                       | −3                                        | Чемпионат Южной Америки                   |
| 5                                         | 30 января 1937                            | Буэнос-Айрес                              | Бразилия                                  | 1:0                                       | 0                                         | Чемпионат Южной Америки                   |
| 6                                         | 1 февраля 1937                            | Буэнос-Айрес                              | Бразилия                                  | 2:0                                       | 0                                         | Чемпионат Южной Америки                   |
| 7                                         | 12 октября 1938                           | Монтевидео                                | Уругвай                                   | 3:2                                       | −2                                        | Кубок Эктора Гомеса                       |
| 8                                         | 28 марта 1943                             | Буэнос-Айрес                              | Уругвай                                   | 3:3                                       | −3                                        | Товарищеский матч                         |
| 9                                         | 18 января 1945                            | Чили                                      | Боливия                                   | 4:0                                       | 0                                         | Чемпионат Южной Америки                   |
| 10                                        | 31 января 1945                            | Чили                                      | Эквадор                                   | 4:2                                       | −2                                        | Чемпионат Южной Америки                   |

## Достижения

### Как игрок
- Чемпион Южной Америки: 1937, 1945
- Чемпион Аргентины: 1938, 1939
- Обладатель Кубка Альдао: 1938, 1939
- Обладатель Кубка Эктора Гомеса: 1938
- Обладатель Кубка Адриана Эскобара: 1939
- Обладатель Кубка Карлоса Ибаргурена: 1939

### Как тренер
- Чемпион Аргентины: 1948